# Chico Mioche
Francisco Antônio Mioche znany jako Chico Mioche (ur. 10 lipca 1985 w Maputo) – mozambicki piłkarz grający na pozycji środkowego obrońcy. Od 2022 roku jest zawodnikiem klubu AD Vilankulo.

## Kariera klubowa
Swoją karierę piłkarską Mioche rozpoczął w klubie Atlético Muçulmano. W 2010 roku zadebiutował w jego barwach w pierwszej lidze mozambickiej. W 2011 roku grał w Ferroviário Beira, a w latach 2012-2016 w Liga Desportiva de Maputo. Wywalczył z nim dwa mistrzostwa kraju w sezonach 2013 i 2014 oraz dwa Puchary Mozambiku w sezonach 2012 i 2015. W latach 2017–2021 był zawodnikiem CD Costa do Sol. Został z nim mistrzem kraju w sezonie 2019 oraz wicemistrzem w sezonie 2017. W sezonach 2017 i 2018 sięgnał z nim po dwa krajowe puchary. W 2022 przeszedł do AD Vilankulo.

## Kariera reprezentacyjna
W reprezentacji Mozambiku Mioche zadebiutował 16 czerwca 2013 w przegranym 0:1 meczu eliminacji do MŚ 2014 z Egiptem, rozegranym w Matoli. Od 2013 do 2015 wystąpił w kadrze narodowej 14 razy.